# Vestergade (Tønder)
Vestergade er en central forretningsgade i Tønder. Den forløber mellem Storegade og Strucksallé; men området vest for Kongevej er mindre bymæssig. Kongevej ligger som en ring omkring bymidten.
Vestergade er gågade mod vest ned til Allégade. Her ligger mange historisk interessante bygninger.
Gaden fik sit første navn, Westerstraße, omkring 1850. Alle gadenavnene var på tysk, indtil byen kom nord for den nuværende grænse i 1920. Dernæst var der tosproget skiltning, Westerstraße / Vestergade, indtil 1945, hvor de tyske skilte efter 2. verdenskrigs afslutning blev fjernet, og nu er kun de dansksprogede skilte tilbage.
- Den fredede Vestergade 9
- Vestergade 11
- Værtshuset Central-Halle
- Hagge's Musikpub